# Okamejei mengae
Okamejei mengae és una espècie de peix de la família dels raids i de l'ordre dels raïformes.

## Hàbitat
És un peix marí, de clima subtropical i demersal.

## Distribució geogràfica
Es troba a l'oceà Pacífic nord-occidental: la Xina.

## Observacions
És inofensiu per als humans.